# Метлюк, Даниил Денисович
Дании́л Дени́сович Метлю́к (род. 15 марта 1993, Тольятти, Самарская область, Россия) — российский хоккеист, нападающий.

## Биография
Сын хоккеиста Дениса Метлюка.
Воспитанник хоккейной школы тольяттинской «Лады». В драфте КХЛ в 2010 году был выбран новокузнецким «Металлургом» в 6-м раунде под общим 137 номером.
Дебютировал в клубах Молодёжной хоккейной лиги — тольяттинской «Ладье» (2009/2010 и 2013/2014), новокузнецких «Кузнецких медведях» (2011/2012), новосибирских «Сибирских Снайперах» (2011—2013) и кирово-чепецкой «Олимпии» (2014/2015).
В сезонах 2015/2016 и 2016/2017 в составе южно-сахалинского «Сахалина» дважды стал серебряным призёром первенства Азиатской хоккейной лиги.
В сезоне 2017/2018 продолжил карьеру в клубах Высшей хоккейной лиги — до 5 ноября 2017 года в самарском ЦСК ВВС, с 3 января 2018 года в орском «Южном Урале».